# Prasinocyma florediscata
Prasinocyma florediscata là một loài bướm đêm trong họ Geometridae.